# Iwatobi Penguin: Rocky × Hopper 2 - Tantei Monogatari
Iwatobi Penguin: Rocky × Hopper 2 − Tantei Monogatari est un jeu vidéo édité par Culture Publishers, sorti en 1998 sur PlayStation. C'est la suite de Iwatobi Penguin: Rocky × Hopper.